# Архиепархия Сан-Салвадора-да-Баия
Архиепархия Сан-Салвадора-да-Баия (лат. Archidioecesis Sancti Salvatoris in Brasilia) — архиепархия Римско-Католической церкви с центром в городе Сан-Салвадор-да-Баия-ди-Тодуш-уш-Сантуш, бывшей в 1549—1763 годах столице Колониальной Бразилии. В митрополию Сан-Салвадора-да-Баия входят епархии Алагоиньяса, Амаргозы, Ильеуса, Итабуны, Камасари, Тейшейра-ди-Фрейтаса-Каравеласа и Эунаполиса. Кафедральным собором архиепархии Сан-Салвадор-да-Баия является церковь Преображения Господня. Архиепископ Сан-Сальвадора-да-Баия также носит титул примаса Бразилии. Нынешний архиепископ Сан-Сальвадора-да-Баия и примас Бразилии с 11 марта 2020 года — кардинал Сержиу да Роша.

## История
Святой Престол учредил католическую епархию в Сан-Салвадор-да-Баия-ди-Тодуш-уш-Сантуш 25 февраля 1551 года буллой Super specula militantis ecclesiae папы римского Юлия III в подчинении архиепархии Фуншала, Португалия. Возведена в достоинство митрополичьей архиепархии в 16 ноября 1676 года буллой Inter Pastoralis Offi cii Curas папы римского Иннокентия XII.

## Специальный церкви
- Малые базилики и церкви всемирного наследия:
  - Кафедральный и Примасов Собор Преображения Господня;
  - Базилика Аркиабасьял-ди-Сан-Себастьян (первый бенедиктинский монастырь в Новом Свете);
  - Базилика Ду-Сеньор-ду-Бонфин;
  - Базилика Носа-Сеньора-да-Прая-да-Консейсау.

## Ординарии
Епископы Сан-Салвадора-да-Баия
- епископ Pedro Fernandes Sardinha — (25 февраля 1551 — 2 июня 1556);
- епископ Pedro Leitao — (23 марта 1558 — октябрь 1573);
- епископ Antonio Barreiros — (20 июля 1575 — 11 мая 1600);
- епископ Constantino Barradas — (23 сентября 1602 — июнь 1618);
- епископ Marcos Teixeira de Mendonca † — (25 октября 1621 — 8 октября 1624);
- епископ Miguel Pereira — (29 ноября 1627 — 16 августа 1630);
- епископ Pedro da Silva Sampaio † — (6 сентября 1632 — 15 апреля 1649);
- епископ Estevao dos Santos Carneiro de Moraes — (17 июня 1669 — 6 июня 1672);
- епископ Constantino Sampaio — (1672);
- епископ Estevao dos Santos Carneiro de Moraes — (15 апреля — 6 июня 1672).

Архиепископы Сан-Салвадора-да-Баия
- архиепископ Gaspar Barata de Mendonca — (16 ноября 1676 — 1681);
- архиепископ Joao da Madre de Deus Araujo — (4 мая 1682 — 13 июня 1686);
- архиепископ Manoel da Ressurreicao — (12 мая 1687 — 16 января 1691);
- архиепископ Joao Franco de Oliveira — (9 января 1692 — 18 апреля 1701);
- архиепископ Sebastiao Monteiro da Vide — (8 августа 1701 — 7 сентября 1722);
- архиепископ Ludovico Alvares de Figueiredo — (21 февраля 1725 — 27 августа 1735);
- архиепископ Jose Fialho — (3 сентября 1738 — 2 января 1741);
- архиепископ Jose Botelho de Matos — (2 января 1741 — 7 января 1760);
- архиепископ Manoel de Santa Ines Ferreira — (6 августа 1770 — 22 июня 1771);
- архиепископ Joaquim Borges de Figueroa — (8 марта 1773 — 13 июля 1778);
- архиепископ Antonio de Sao José Moura Marinho — (20 июля 1778 — 9 августа 1779);
- архиепископ Antonio Correa — (13 декабря 1779 — 12 июля 1802);
- архиепископ Jose de Santa Escolastica Álvares Pereira — (16 марта 1804 — 3 января 1814);
- архиепископ Francisco de Sao Damazo Abreu Vieira — (15 марта 1815 — 18 ноября 1816);
- архиепископ Vicente da Soledade e Castro — (28 августа 1820 — 31 марта 1823);
- архиепископ Romualdo Antonio de Seixas Barroso — (21 мая 1827 — 29 декабря 1860);
- архиепископ Manoel Joaquim da Silveira — (5 января 1861 — 23 июня 1874);
- архиепископ Joaquim Goncalves de Azevedo — (19 декабря 1876 — 6 ноября 1879);
- архиепископ Luíz Antônio dos Santos) — (13 марта 1881 — 26 июня 1890);
- архиепископ Antonio de Macedo Costa — (26 июня 1890 — 20 марта 1891);
- архиепископ Jeronimo Thome da Silva — (12 сентября 1893 — 15 февраля 1924);
- кардинал Аугусту Алвару да Силва — (17 декабря 1924 — 14 августа 1968);
- кардинал Эужениу ди Араужу Салис — (29 октября 1968 — 13 марта 1971);
- кардинал Авелар Брандан Вилела — (25 марта 1971 — 19 декабря 1986);
- кардинал Лукас Морейра Невис — (9 июля 1987 — 25 июня 1998);
- кардинал Жералду Мажела Агнелу — (13 января 1999 — 12 января 2011);
- архиепископ Мурилу Себастьян Рамус Крижир — (12 января 2011 — 11 марта 2020);
- кардинал Сержиу да Роша — (11 марта 2020 — по настоящее время).

## Суффраганные диоцезы
- Диоцез Алагоиньяса;
- Диоцез Амаргозы;
- Диоцез Ильеуса;
- Диоцез Итабуны;
- Диоцез Тейшейра-ди-Фрейтаса-Каравеласа;
- Диоцез Эунаполиса.

## Источник
- Annuario Pontificio, Libreria Editrice Vaticana, Città del Vaticano, 2003, ISBN 88-209-7422-3